# Grand View Estates
Grand View Estates és una concentració de població designada pel cens dels Estats Units a l'estat de Colorado. Segons el cens del 2000 tenia 691 habitants.

## Demografia
Segons el cens del 2000, Grand View Estates tenia 691 habitants, 243 habitatges, i 201 famílies. La densitat de població era de 211,7 habitants per km².
Dels 243 habitatges en un 39,1% hi vivien nens de menys de 18 anys, en un 76,1% hi vivien parelles casades, en un 3,3% dones solteres, i en un 16,9% no eren unitats familiars. En l'11,5% dels habitatges hi vivien persones soles el 3,3% de les quals corresponia a persones de 65 anys o més que vivien soles. El nombre mitjà de persones vivint en cada habitatge era de 2,84 i el nombre mitjà de persones que vivien en cada família era de 3,11.
Per edats la població es repartia de la següent manera: un 25,6% tenia menys de 18 anys, un 6,2% entre 18 i 24, un 30,4% entre 25 i 44, un 31,4% de 45 a 60 i un 6,4% 65 anys o més.
L'edat mediana era de 40 anys. Per cada 100 dones de 18 o més anys hi havia 104,8 homes.
La renda mediana per habitatge era de 66.250 $ i la renda mediana per família de 70.250 $. Els homes tenien una renda mediana de 56.625 $ mentre que les dones 30.855 $. La renda per capita de la població era de 27.616 $. Entorn del 3,2% de les famílies i l'1,9% de la població estaven per davall del llindar de pobresa.

## Poblacions més properes
El següent diagrama mostra les poblacions més properes.